# مقدمه رومی و تفسیر مثنوی معنوی
مقدمهٔ رومی و تفسیر مثنوی معنوی کتابی از رینولد الین نیکلسون با ترجمهٔ اوانس اوانسیان است که در سال ۱۳۵۰ منتشر و برندهٔ جایزه کتاب سال سلطنتی شد.